# Écophysiologie végétale
L'écophysiologie végétale est une branche de la botanique située à l'interface de l'écologie végétale et de la physiologie végétale. Elle étudie l'interaction entre l'environnement et le mode de fonctionnement d'une plante.
Une plante se trouve rarement dans un environnement optimal. Au contraire, elle est presque toujours confrontée à des stress de différentes natures. Cela peut être dû à un manque ou à un excès d'un facteur abiotique, par exemple un manque d'eau ou une température trop élevée. Cela peut aussi être dû à l'action d'autres vivants, par exemple d'herbivores ou d'êtres humains.

## Différents stress
On peut énumérer les facteurs de stress:
- Stress d'origine biotique
  - Maladie ou parasitisme
  - Herbivorie
  - Compétition
- Stress d'origine abiotique
  - Température
    - Chaleur excessive
    - Froid excessif
    - Gel

  - Stress hydrique
  - Lumière
    - Lumière visible
    - Ultraviolet
    - Radiation ionisante

  - Stress chimique
    - Stress osmotique
    - Métaux lourds
    - Xénobiotiques
    - Toxines gazeuses

  - Stress mécaniques (vent, gravité, pluie, contacts)
  - Champs électromagnétiques

## Réactions des plantes
Deux stratégies sont généralement possibles: la plante peut soit éviter de se trouver en état de stress (c'est la stratégie d'évitement), soit apprendre à le tolérer (c'est la stratégie de tolérance).

Un exemple de stratégie d'évitement est la capacité de certaines plantes à disposer leurs feuilles parallèlement aux rayons du soleil lorsque la lumière est trop intense : cela permet de minimiser la surface absorbante.
La réaction des végétaux au stress peut se manifester au moment de l'atteinte par la production de son (entre 20 et 100 kilohertz pour certaines espèces).

## Sources
- Plant Ecology, de E.-D. Shulze, E.Beck,  et K.Müller-Hohenstein.